# طوقان قنواتي المنقار
طوقان قنواتي المنقار (الاسم العلمي: Ramphastos vitellinus) (بالإنجليزية: Channel-billed Toucan)‏ هو نوع من الطيور يتبع جنس الطوقان من الفصيلة الطوقانية.